# Chlorops riparius
Chlorops riparius is een vliegensoort uit de familie van de halmvliegen (Chloropidae). De wetenschappelijke naam van de soort is voor het eerst geldig gepubliceerd in 1958 door Smirnov.